# Agent Orange (album)
Agent Orange – trzeci album niemieckiej thrashmetalowej grupy Sodom, wydany w 1989.

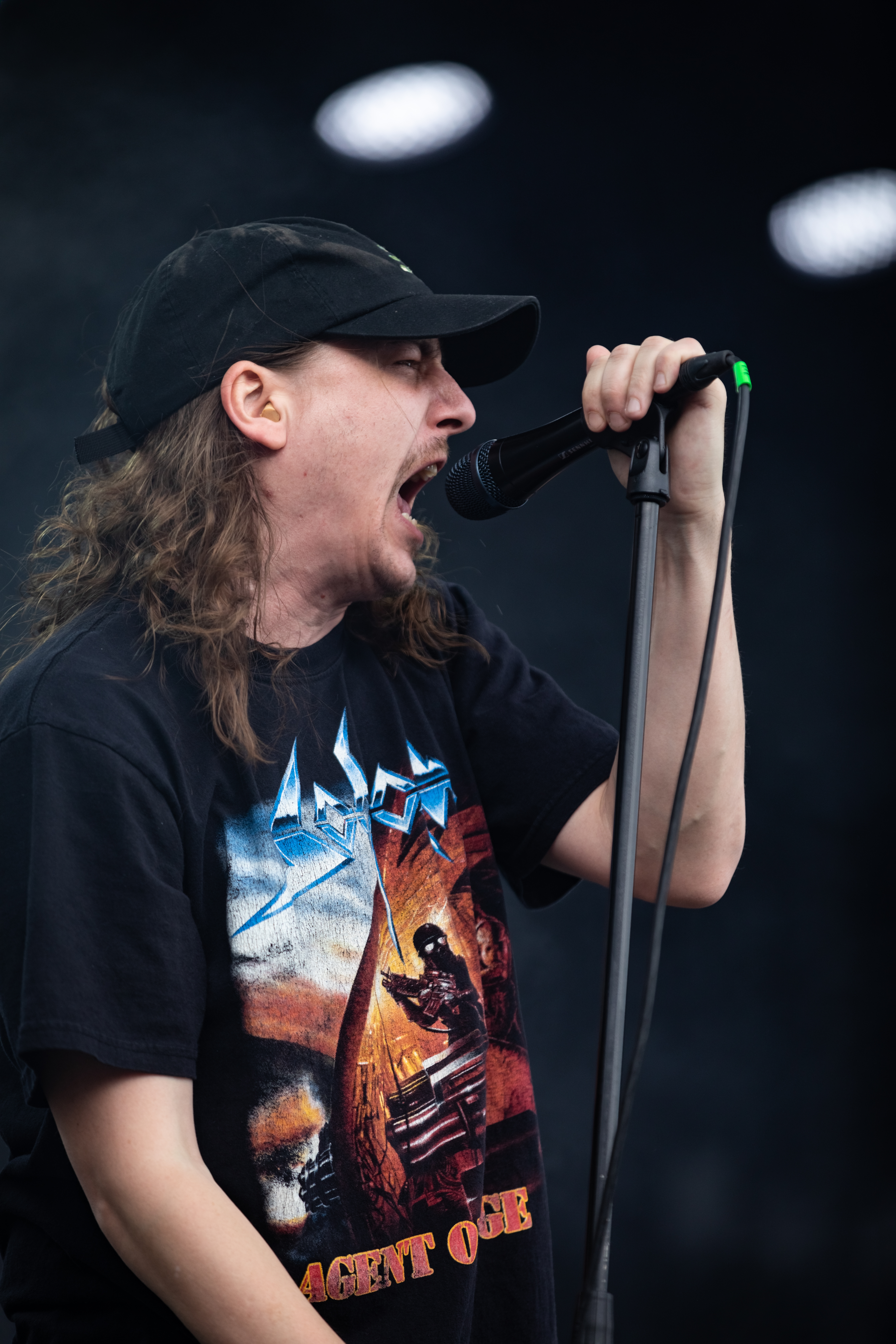
Riley Gale w koszulce promującej album Agent Orange podczas koncertu grupy Power Trip na festiwalu Rock am Ring 2019

Jest to ostatni album nagrany z gitarzystą Frankiem Blackfire. 
Utwór Ausgebombt wydano w Niemczech także jako singel, z tekstem wykonywanym w języku niemieckim. 
Album okazał się sukcesem komercyjnym, w samych Niemczech sprzedano ponad 100 tysięcy egzemplarzy płyty. Sodom potwierdził przynależność do tzw. wielkiej trójki niemieckiego thrash metalu, którą tworzył wraz z zespołami Kreator i Destruction. W 2017 magazyn Rolling Stone umieścił Agent Orange na 63. miejscu listy "100 najlepszych albumów metalowych wszech czasów.

## Okładka
Okładka przedstawia (w formie malarskiej fantazji) wnętrze samolotu szturmowego Douglas AC-47 Spooky, wyposażonego w karabiny maszynowe. Samoloty takie były używane przez armię USA podczas wojny wietnamskiej w latach 1961–1971.
We wnętrzu okładki zapisana jest notatka z następującym przesłaniem: "Album dedykowany jest wszystkim ludziom – żołnierzom i cywilom – którzy zginęli w wyniku bezsensownych wojen na całym świecie".

## Muzyka
Agent Orange krystalizuje kierunek muzyczny obrany na poprzednim krążku. Zespół skoncentrował się na dynamicznym, agresywnym thrash metalu. Brzmienie gitary, w porównaniu z poprzednim studyjnym albumem Persecution Mania, jest masywniejsze, bardziej uporządkowane. Instrumenty są harmonijnie zrównoważone, tworzą potężną dźwiękową ścianę. Wokal Toma Angelrippera jest w porównaniu z wcześniejszymi nagraniami mniej chropawy, wyższy, drapieżniejszy. W grze sekcji rytmicznej zwraca uwagę soczysty dźwięk perkusji Chrisa Witchhuntera, zwłaszcza talerzy perkusyjnych, umiejętnie zsynchronizowany z brzmieniem gitary Franka Blackfire. 
Po wpływach pierwszej fali black metalu z połowy lat osiemdziesiątych, nie ma już śladu.
Don't Walk Away jest coverem utworu brytyjskiej heavymetalowej grupy Tank, pochodzącego z płyty Filth Hounds of Hades z roku 1982 i został zawarty na wersji albumu na CD.

## Teksty
Teksty utworów nawiązują do fascynacji założyciela zespołu i ich autora, Toma Angelrippera, wojną wietnamską. Na płycie są liczne nawiązania do tego konfliktu zbrojnego. Tytułowy Agent Orange jest środkiem chwastobójczym i defoliantem, jednym z tęczowych herbicydów o "zastosowaniu taktycznym". Środek ten był powszechnie stosowany przez armię amerykańską podczas wojny w Wietnamie. Z kolei tytuł utworu Magic Dragon to potoczna nazwa używanego w Wietnamie samolotu szturmowego Douglas AC-47 Spooky. 

## Utwory
Opracowano na podstawie materiału źródłowego.
1. Agent Orange – 6:03
2. Tired and Red – 5:26
3. Incest – 4:39
4. Remember the Fallen – 4:20
5. Magic Dragon – 6:00
6. Exhibition Bout – 3:35
7. Ausgebombt – 3:04
8. Baptism of Fire – 4:04
9. Don't Walk Away – 2:55 (cover utworu grupy Tank, nie pojawia się na oryginalnych wydaniach na winylu)

## Twórcy
Opracowano na podstawie materiału źródłowego.
| - Tom Angelripper – wokal, gitara basowa - Frank Blackfire – gitara - Chris Witchhunter – perkusja | - Janette Andersson – oprawa graficzna (zdjęcia) - Manfred Eisenblätter – zdjęcia - Harris Johns – produkcja, inżynieria dźwięku, miksowanie - Andreas Marschall – okładka |